# Rubin (telewizor)
Rubin (ros. Рубин) – marka radzieckich telewizorów produkowanych od 1956 roku w Moskwie w zakładach noszących tę samą nazwę. Produkowano tu aparaty wyższej klasy, eksportowane do 65 krajów. W Polsce w Warszawskich Zakładach Telewizyjnych produkowano m.in. licencyjne kolorowe Rubiny 707p (pierwsza partia tych telewizorów, jeszcze z radzieckimi częściami, opuściła zakłady 28 grudnia 1972), następnie modele Rubin 710p,  711p i  714p.  Od 1999 pod marką „Rubin” produkuje telewizory firma «Wideofon» z Woroneża.
Charakterystyka techniczna czarno-białego telewizora Rubin produkowanego w latach 1956–1957:
- Zasilanie: sieć prądu przemiennego 110/127/220/237 V
- Pobór mocy:
  - przy odbiorze telewizyjnym 170 W
  - przy odbiorze radiofonicznym (UKF) 70 W
- Bezpieczniki: dla sieci 220 V na 3 A, dla 110 i 127 V na 5 A
- Liczba linii: 625
- Częstotliwość pośrednia:
  - wizji 34,25 MHz
  - fonii 6,5 MHz
- Czułość:
  - dla kanału wizji 200 µV
  - dla UKF 100 µV
- Wysokie napięcie: 15 kV
- Wymiary: ekranu 270 × 360 mm
- Zakresy:
  - kanał I wizja 49,75 MHz, fonia 56,25 MHz
  - kanał II wizja 59,25 MHz, fonia 65,75 MHz
  - kanał III wizja 77,25 MHz, fonia 83,75 MHz
  - kanał IV wizja 85,25 MHz, fonia 91,75 MHz
  - kanał V wizja 93,25 MHz, fonia 99,75 MHz
  - dla UKF 64,5–73 MHz podzielony na trzy podzakresy
- Głośniki: 2 głośniki eliptyczne magnetoelektryczne typ 1GD9

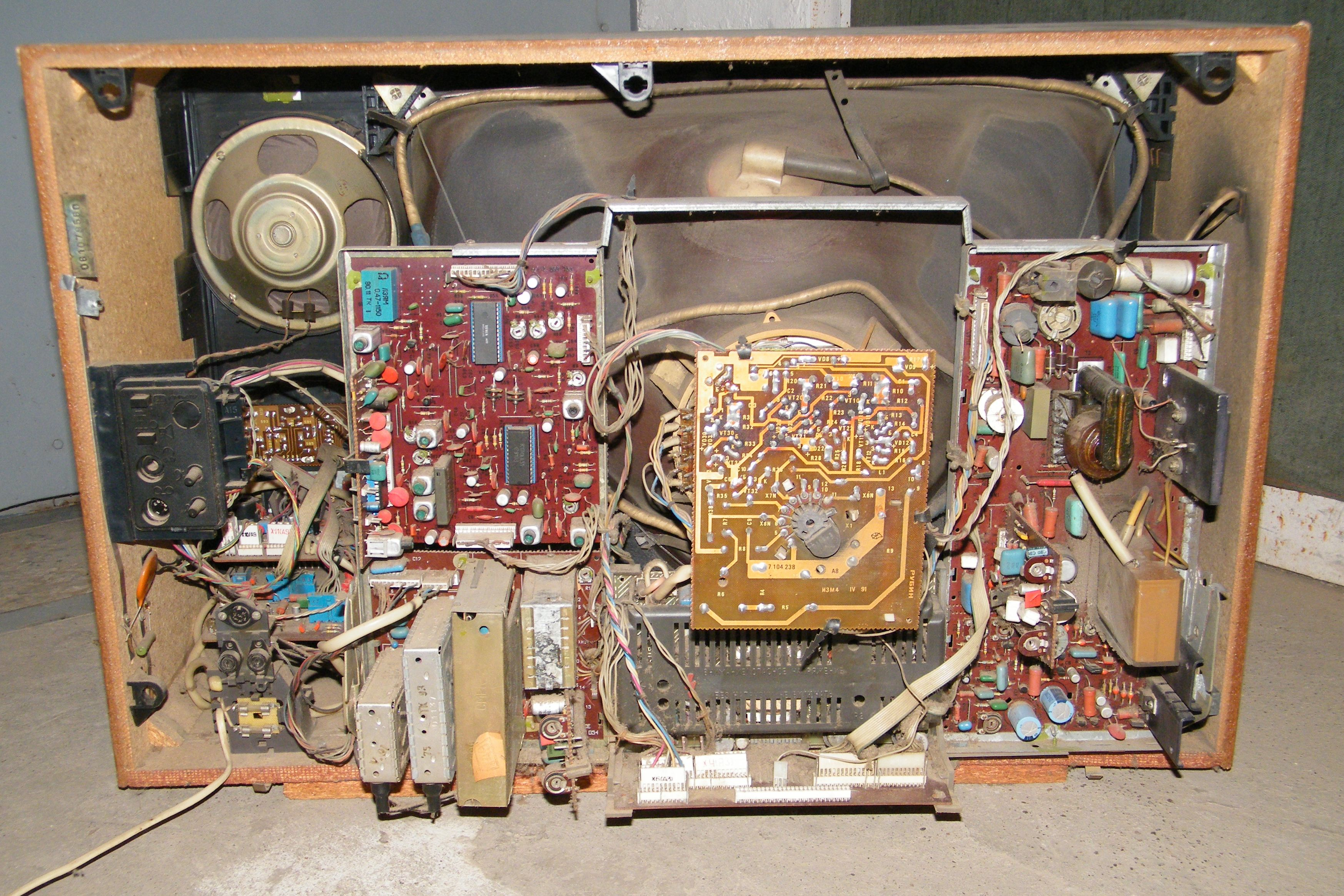
Modułowa konstrukcja telewizora Rubin 61ТC403D